# مهدي الطلوتي
مَهْدِيٌّ الطُّلُوتِيُّ (مواليد 9 أبريل 1985) ملاكم إيراني مثّل بلده في الألعاب الأولمبية الصيفية 2012.

## روابط خارجية
مهدي الطلوتي على موقع بوكس ريك (الإنجليزية) (registration required)
- مهدي الطلوتي على موقع اللجنة الأولمبية الدولية (الإنجليزية)
- مهدي الطلوتي على موقع أوليمبيديا (الإنجليزية)